# Lanczkor Sándor
Lanczkor Sándor (1942. március 16. –) labdarúgó, kapus.

## Pályafutása
1962 és 1969 között az MTK labdarúgója volt. Az élvonalban 1962. augusztus 5-én mutatkozott be a Dorog ellen, ahol csapata 4–1-es vereséget szenvedett. Tagja volt az 1962–63-as idényben ezüstérmet szerzett és az 1968-ban magyar kupagyőztes csapatnak. 1970 és 1972 között a Csepel játékosa volt. Az élvonalban összesen 124 alkalommal szerepelt.

## Sikerei, díjai
- Magyar bajnokság
  - 2.: 1962–63
- Magyar kupa (MNK)
  - győztes: 1968